# Sabacon pasonianus
Espèce
Sabacon pasonianus est une espèce d'opilions dyspnois de la famille des Sabaconidae.

## Distribution
Cette espèce est endémique de Cantabrie en Espagne. Elle se rencontre dans les pics d'Europe vers l'Alto Asón-Miera.

## Description
Le mâle holotype mesure 3,2 mm et la femelle paratype 3,6 mm.

## Systématique et taxinomie
Cette espèce a été décrite par Luque en 1991.

## Publication originale
- Luque, 1991 : « Ischyropsalidoidea de la Cornisa Cantábrica (Arachnida: Opiliones: Palpatores: Sabaconidae / Ischyropsalididae). » Arquenas, Fauna Ibérica Subterránea, Cantabria, vol. 1, p. 1–96.